# Ophemert
Ophemert est un village néerlandais de la commune de West Betuwe, situé dans la province du Gueldre.

## Géographie
Ophemert est situé sur la rive droite du Waal, entre Varik et Zennewijnen, dans la partie orientale de la commune de Neerijnen, non loin de Tiel.

## Histoire
Historiquement, Ophemert forme une commune avec Zennewijnen. Entre 1812 et 1818, Ophemert était rattaché à la commune de Varik. En 1840, la commune comptait 172 maisons et 985 habitants, dont 814 à Varik et 171 à Zennewijnen. Le 1er janvier 1978 la commune d'Ophemert est coupée en deux : Ophemert est rattaché à Neerijnen, Zennewijnen est rattaché à Tiel.